# Grau
Pour les articles ayant des titres homophones, voir Graux (homonymie).
Cet article possède des homonymes et des paronymes, voir Grau (homonymie) et Graou.
 (juin 2024).

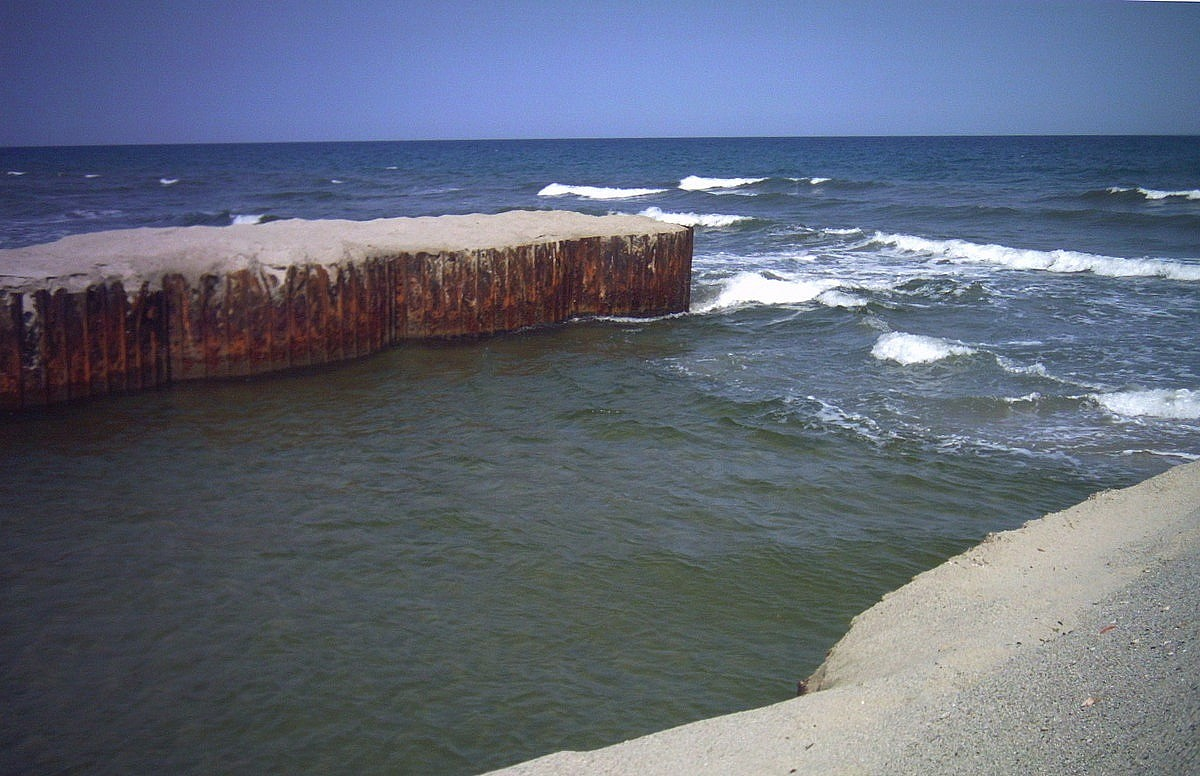
Le grau de l'étang d'Urbino, sur la côte orientale corse.

En matière maritime, un grau (parfois cacographié graou) est un passage où les eaux de la mer et les eaux intérieures communiquent. Un grau s'ouvre au point le plus faible du cordon littoral, à l'occasion d'une crue ou d'une tempête. Les eaux saumâtres des graus sont généralement très poissonneuses.
Le mot « grau » est un terme occitan et en catalan signifiant « estuaire » ou « chenal », dérivé du latin gradus signifiant « pas, degré » ou du gallo-roman d'origine gauloise grauus signifiant « grève, rivage sablonneux, plage ».
Ce terme a donné leur nom à diverses localités languedociennes situées sur les rives de ces canaux menant à la mer Méditerranée :
- Le Grau-du-Roi, commune du Gard, entre Aigues-Mortes et la mer ;
- Le Grau-d'Agde, quartier de la commune d'Agde (Hérault), entre Agde et la mer ;
- Grau d'Orgon, rivière française.

Il est également utilisé ailleurs que dans le Languedoc, par exemple le grau d'Ocracoke en Caroline du Nord (États-Unis), ou au Pays valencien : Grau de Castelló (ca), Grau de Gandia, Grau de València.
Le nom de grau est également utilisé pour désigner un col de montagne. Il a donné son nom à divers passages dont le plus connu est le Grau de Maury.